# Futbol Club Serinyà
El Futbol Club Serinyà és un club de futbol català del poble de Serinyà, Pla de l'Estany, fundat l'any 1975. L'entitat està formada per un primer equip, un equip d'empreses, i antigament hi havia un equip d'alevins i un equip de benjamins. Competeixen al camp de futbol municipal de Serinyà.
L'any 2003 el grup Xuxu de pus compon l'himne del club que dura 3 minuts i 21 segons, però no s'estrena fins a la temporada 2009 /2010 amb motiu de l'ascens del club a Tercera Territorial. L'himne va ser cantat per Adri Dilmé.

## Presidents
- Joan Viñolas
- Eduard Sidera
- Martí Pascual

## Palmarès
- 1 Campionat de Tercera Territorial Grup 28 (2009-2010)
- 1 Campionat de Quarta Catalana Grup 3 (2023-2024)

## Ascens a Segona Territorial
La temporada 2009-2010 l'equip va fer història assolint el campionat de lliga regular i, per tant, pujant de categoria. L'equip serinyanenc va assolir un total de 72 punts, tres més que el segon classificat, el CD Bescanó, que es va quedar amb 69 punts. El Futbol Club Serinyà va acabar la temporada amb un total d'11 partits guanyats a casa i 11 guanyats a fora, 4 empats a casa i 2 a domicili i tan sols 2 partits perduts a fora. L'equip també va marcar un 76 gols i va encaixar-ne 24, resultant així un sumatori final positiu de 48 gols. L'equip va jugar finalment un total de 30 jornades, ja que el Banafoot Club Futbol i el Chabab CD es varen retirar a la primera volta.

## Temporades
- 1999-00 tercera territorial[4]
- 2000-01 tercera territorial[5]
- 2001-02 tercera territorial[6]
- 2002-03 tercera territorial[7]
- 2003-04 tercera territorial[8]
- 2004-05 tercera territorial[9]
- 2005-06 tercera territorial[10]